# Johann Gottlieb Fichte
Johann Gottlieb Fichte (phát âm tiếng Đức: [ˈjoːhan ˈɡɔtliːp ˈfɪçtə]; phiên âm tiếng Việt: Giôhan Gôtlíp Phíchtơ; 19 tháng 5 năm 1762 – 27 tháng 1 năm 1814) là một triết gia người Đức. Ông là một trong những nhân vật sáng lập của phong trào triết học được biết dưới tên chủ nghĩa duy tâm Đức, vốn phát triển trừ những bài viết về triết lý và đạo đức của Immanuel Kant. Fichte thường được xem là một nhân vật người mà triết học của ông đã bắc cây cầu giữa các tư tưởng của Kant với nhà duy tâm Đức Georg Wilhelm Friedrich Hegel. Gần đây, nhiều nhà triết học và học giả bắt đầu đánh giá như một nhà triết học quan trọng tự thân do những tầm nhìn độc đáo của ông vào bản chất của sự tự nhận thức hay tự ý thức. Giống Descartes và Kant đi trước, ông được thúc đẩy bởi vấn đề tính chủ quan và nhận thức. Fichte cũng viết các tác phẩm về triết học chính trị và được coi là một trong những người hình thành nên chủ nghĩa dân tộc Đức.